# Ottavio Dazzan
Ottavio Dazzan   (Quilmes, 2 de gener de 1958 - Quilmes, 16 de gener de 2024) va ser un ciclista italià, d'origen argentí professional del 1981 al 1989. Va competir principalment en ciclisme en pista, on va guanyar tres medalles als Campionats del món de keirin i tres més als de velocitat.

## Palmarès en pista
- 1974
  - 1r als Campionats Panamericans en quilòmetre
  - 1r als Campionats Panamericans en velocitat
- 1975
  -  Campió del món júnior en velocitat[3]
- 1982
  -  Campió d'Itàlia en keirin
  -  Campió d'Itàlia en velocitat
- 1983
  - Campió d'Europa de velocitat
  -  Campió d'Itàlia en Keirin
  -  Campió d'Itàlia en velocitat
- 1984
  - Campió d'Europa de velocitat
  -  Campió d'Itàlia en velocitat
- 1985
  -  Campió d'Itàlia en velocitat
- 1986
  - Campió d'Europa de velocitat
  -  Campió d'Itàlia en keirin
- 1987
  -  Campió d'Itàlia en velocitat